# L'amore secondo Dan
(Dan)
L'amore secondo Dan (Dan in Real Life) è un film commedia romantica del 2007 diretto da Peter Hedges con protagonista Steve Carell. Il film è uscito in Italia il 28 marzo 2008.

## Trama
Dan Burns è un giornalista di talento che vive una vita malinconica senza progetti di cambiamento. Vedovo da 4 anni della moglie Susan morta in seguito ad una malattia, ha tre figlie (Jane, Cara e Lilly) con le quali ha un rapporto difficile. Jane e Cara lo detestano perché a Jane non fa guidare la macchina e a Cara non permette di frequentare ragazzi.
Come ogni anno, Dan si reca con le figlie in Rhode Island per incontrare i suoi genitori e i suoi fratelli con le rispettive famiglie; solo il fratello minore Mitch non è sposato. Recatosi lì, incontra per caso in una libreria Marie, una donna affascinante con cui scopre immediata affinità e attrazione.  Tornando a casa, comincia a raccontare del suo fortunato incontro ai familiari quando contemporaneamente arriva in casa proprio la donna che si rivela essere la nuova fidanzata di Mitch. Stupito per tale scoperta, Dan si confronta con Marie che si dichiara intenzionata a portare avanti la sua relazione con Mitch; per i due però risulta difficile stare  lontani.  Quando la famiglia di Dan gli organizza  un appuntamento con Ruthie Draper, giovane, attraente ed esuberante medico chirurgo, la gelosia di Marie si accende e in qualche modo rivela i suoi sentimenti per Dan. Dopo giornate di gioco, festa, allegria familiare, Marie conquista l'affetto di tutta la famiglia Burns, ma si rende conto di non amare profondamente Mitch e chiude la loro relazione.
Poco dopo aver lasciato la casa familiare Marie invita Dan a incontrarsi alla vicina sala bowling per cercare di chiarire la situazione; lì i loro sentimenti vengono pienamente alla luce. Mentre Dan e Marie si baciano sopraggiungono tutti i parenti che reagiscono con disapprovazione e, nel caso di Mitch, con violenza. Marie, sconvolta, se ne va.
Poco dopo per Dan c'è l'incontro con una coppia di importanti editori che ammirano la sua attività e sono intenzionati ad affidargli una rubrica in un famoso quotidiano nazionale. Dan si presenta all'incontro ferito nel fisico e nell'umore e ammette pubblicamente le sue debolezze.
La mattina seguente, Dan si riappacifica con i familiari, soprattutto con le figlie, che lo spronano a raggiungere Marie per dichiararle il suo amore; la ritrova a New York e finalmente inizia la loro relazione. Nel suo primo articolo a tiratura nazionale Dan invita ad accogliere il cambiamento.
Tempo dopo, nella casa di Rhode Island si festeggia il matrimonio di Dan e Marie; la famiglia è riunita e Mitch balla allegramente insieme a Ruthie.

## Produzione
Il film è stato prodotto dalla Touchstone Pictures, dalla Focus Features, e dalla Jon Shestack Productions, mentre la Dan In Real Life Productions ne possiede il copyright. La Furious FX si è occupata degli effetti speciali, e la Virgin Records della colonna sonora. Le riprese sono state girate prevalentemente nel Rhode Island, ma anche a New York e nel New Jersey. Il budget per la realizzazione del film ammontano a circa $ 25.000.000.

## Distribuzione
La pellicola è stata distribuita in diversi paesi con titoli differenti:
- USA 26 ottobre 2007 Dan in Real Life
- Islanda 23 novembre 2007
- Russia 13 dicembre 2007 Влюбиться в невесту брата
- Grecia 27 dicembre 2007 O Dan efage kollima
- Israele 27 dicembre 2007
- Slovenia 27 dicembre 2007 Punca mojega brata
- Singapore 10 gennaio 2008
- Regno Unito 11 gennaio 2008
- Irlanda 11 gennaio 2008
- Turchia 18 gennaio 2008 Samar oglani
- Norvegia 8 febbraio 2008
- Australia 14 febbraio 2008
- Kuwait 21 febbraio 2008
- Filippine 27 febbraio 2008
- Thailandia 6 marzo 2008
- Hong Kong 13 marzo 2008
- Svizzera 19 marzo 2008
- Spagna 19 marzo 2008 Como la vida misma
- Austria 20 marzo 2008
- Germania 20 marzo 2008 Dan - Mitten im Leben!
- Croazia 20 marzo 2008 Danova prava ljubav
- Corea del Sud 27 marzo 2008
- Italia 28 marzo 2008 L'amore secondo Dan
- Svezia 11 aprile 2008 Min brors flickvän
- Danimarca 17 aprile 2008 Min brors kæreste
- Paesi Bassi 17 aprile 2008
- Portogallo 17 aprile 2008 O Amor e a Vida Real
- Nuova Zelanda 1º maggio 2008
- Belgio 11 giugno 2008
- Finlandia 23 luglio 2008 (DVD premiere)
- Messico 5 settembre 2008 Dan en la vida real
- Ungheria 11 settembre 2008 Dan és a szerelem
- Francia 17 settembre 2008 Coup de foudre à Rhode Island
- Argentina 25 settembre 2008 Dani, un tipo de suerte
- Brasile 31 ottobre 2008 Eu, Meu Irmão e Nossa Namorada
- Cile 11 dicembre 2008 Dan, un tipo con suerte
- Taiwan 12 dicembre 2008
- Brasile 16 febbraio 2009 (DVD premiere)
- Venezuela 6 marzo 2009
- Uruguay 8 maggio 2009
- Perù 4 giugno 2009 Mi hermano, yo y nuestra novia
- Polonia 5 giugno 2009 Ja cie kocham, a ty z nim
- Canada Dan face à la vie

## Accoglienza
Il film nel primo week-end di apertura negli States guadagna $ 11.809.445, mentre in Gran Bretagna £ 603.860. Invece nella prima settimana in Italia guadagna € 129.000. Al 10 febbraio 2008 negli USA guadagna $ 47.636.541; nell'isola britannica guadagna in tutto £ 1.469.782, in Italia € 197.000, mentre nel resto del mondo il guadagno ammonta a $ 20.295.208. Il guadagno totale della pellicola è di quindi $ 67.938.171 (togliendo il denaro speso per la pubblicità, il budget, e le altre spese). Nel sito IMDb ottiene un punteggio di 6.8/10, su Rotten Tomatoes 64%,; invece nel sito italiano MYmovies ottiene 2.6/5.

## Riconoscimenti
- 2007 - Critics' Choice Movie Award
  - Nomination Miglior film commedia
- 2008 - Teen Choice Awards
  - Nomination Miglior commedia broromantica
- 2008 - Artios Award
  - Nomination Miglior casting per un film commedia a Bernard Telsey
- 2008 - AARP Movies for Grownups Awards
  - Nomination Miglior commedia